# Мукриян (княжество)
Мукриян (курд. Mîrektiya Mukrîyan, Deryaz) или Дерьяз — курдское княжество, существовавшее на территории современного Иранского Курдистана, а именно в географической области под название Мукринский Курдистан, которым руководило племя Мукри с конца XIV по XIX века с центром со столицей городом Мехабад. Было одним из крупнейших курдских эмиратов по территории, Эмират Мукриян находился по соседству с еще одним курдским эмиратом Брадост.

## История
До эмирата Мукриян регионом правили одна из самых могущественных суннитских курдских племен Хадхабани, регион также находился в том же или похожем месте, что и государство Манна и Тахт-е Солейман. Во время битвы при Димдиме Мукрияне сплотились вокруг соседнего эмирата Брадост. Сефевидский шах Аббас I женился на дворянке из племени мукри в 1610 году после казни ее брата Будака Султана во время поражения племени мукри в битве при Димдиме.
Эмират Мукриян управлялось одной из самой влиятельной династией под названием Сердара Мукри, это династия правила всем регионом Мукрияна около 400 лет пока османы и персы не разгромили его. Княжество Мукри было самым крупным и стойким княжеством из всех курдских княжеств, и оно сыграло ключевую роль в областе Мукринского Курдистана и культурной, военной истории самого Курдистана. Название «Мукринский Курдистан» пошло в честь значимости племени в регионе и его преобладающего населения. Титул «Сердар» носили вожди эмирата Мукриян, что означает как «главнокомандующий» или «командир», поэтому представители династии носили титул «сердара мукри» — буквально вожди мукри.
Вожди мукри утверждали, что принадлежат к племени мукрия и являются семьей правителей племени бабан . В период туркменских династий ( Кара-Коюнлу и Ак-Коюнлу ) некий Саиф ад-Дин захватил округ Дарьяс у племени Кабуклу (которое потенциально было турецким) и расширил княжество, взяв Сулдуз , Дол-и-Барик , Ахтаджи и Эль-Тамур , и впоследствии племена, объединенные под его княжеством, получили название «Мукри». Его сын Сарим, следующий правитель княжества, бросил вызов и победил шаха Исмаила в 912 г. хиджры (1506-7) и искал поддержки и инвеституры у султана Селима , возможно, в 918 г. хиджры (1512-13). 
После смерти Сарима его поместья были разделены между тремя сыновьями его племянника Рустама, которые признали превосходство шаха Тахмаспа . В 948 году по хиджре (1541-2) султан Сулейман послал своих вассалов Бахдинана , Хаккари и Барадуста атаковать Мукри, которые убили трех последующих сыновей. Молодой сын Сарима, Амира Бег I, стал их преемником, получил инвеституру от османов и правил своим феодом в течение 30 лет. С помощью Сефевидов внук Рустама (также называемый Амирой) стал его преемником. Однако во время смут, наступивших во время правления Мухаммада Ходабанде , в 1583 году Амира-бек II посетил султана Мурада , от которого он получил вилайет Бабана ( Шахри-Зур ), санджак Мосула , Эрбиля и некоторые зависимые территории Мараги для своих сыновей. С помощью Мир-и Мирана из Вана Амира-бек II вторгся в персидский Мараги и разграбил округ, в котором Амира-бек получил титул бейлера-бея . Однако наследственное поместье Дарьяс, к большому неудовольствию Амира-бека, было присуждено его племяннику Хасану, который подчинился османам до него. Разразилась гражданская война, в которой Хасан был убит, но Мехмед III просто назначил своего брата Улуг-бека губернатором округа Дих-и-Хваркан (к северу от Мараги) в качестве поместья.
Тем временем османы захватили Тебриз , и его генерал-губернатор пожелал, чтобы Амира Бег, теперь Амира Паша, признал его власть. Первый подал жалобы в Константинополь , и поэтому его округа Бабан, Мосул и Эрбиль были конфискованы. Мараге отныне подчинялся Тебризу, и Амира должен был платить 15 харваров золота ежегодно. Затем его земли были сведены к одному Дарьясу, но сын Амиры, Шейх Хайдар, держался в теперь уже восстановленной крепости Сару Курган , на которую жаловались жители Мараге, поскольку он был «беспокойным соседом». Поэтому Хидир-паша, генерал-губернатор Тебриза, издал указ о выделении крепости племени Махмуди . Последовали бои, и Амира-паше пришлось вмешаться, чтобы предотвратить дальнейшие бои.
Около 1005 г. хиджры (1596-7 гг.) Амира-паша и шейх Хайдар владели округами Дарьяс, Миандоаб , Аджари и Лейлан , а также крепостями Сару-Курган и Тарака ( Таракэ ). Марага была взята у него в 1578 г. Когда Амира-паша умер, его сын стал его преемником в качестве вождя Мукри, который затем стал губернатором Мараги в 1580-х гг. и занимал этот пост до 1608 г. Шейха Хайдара сменил его сын, Кубад-хан Мукри, который был изгнан со своего поста после восстания Мукри в 1609 г. Во время битвы при Димдиме Мукри сплотился вокруг курдов Барадуста.
Этот эмират держался стойко и умело, хоть находился по середине между такими мощными империями как Османская империя и Каджарский Иран.

## Культура
Женщины мукри традиционно смешивались с мужчинами и не носили вуали, для мукри также было нормой приветствовать гостей поцелуями в щеку даже между противоположными полами. Однако, несмотря на их свободное общение с мужчинами, женщины должны были, исторический, соблюдать патриархальный кодекс племени мукри, чтобы сохранить свою честь, например, не вступать в прелюбодеяние, который включает в себя тонкую романтику, такую как ухаживания и романтические отношения с отсутствием блуда, который в противном случае терпели окружающие курдские племена болбас, такие как мангур, чьи женщины из племени пользовались большей свободой по сравнению с городскими женщинами мукри.

## География и племена
Мукриян охватывал территорию к югу от озера Урмия, включая города Мехабад , Букан, Сердешт и Ошнавие, а город Накаде исторически входил в Эмират Мукриян, хотя сегодня курды составляют лишь около 35% населения города. Город Секкез в культурном отношении очень похож на Мукриян, хотя политически он действовал скорее как собственный город-государство под Ардаланским ханством, хотя и как автономный вассал, а не часть центрального контроля Ардалана.
Несколько племен включают Дехбруки, Гевирк, Мангур, Мукри, Амире, Хелки, Шейх Шерифи, Селекей, Хасан Хали, Кариш, Селки, Секир, Фекиеси, Аблес, Барик, Сулеймани, Бейи, Омербиль, Мерзинк, Летау Мавет и Шивезай.